# Jeff Lamp
Jeffrey Alan « Jeff » Lamp, né le 9 mars 1959 à Minneapolis dans le Minnesota, est un ancien joueur américain de basket-ball. Il évolue durant sa carrière aux postes d'arrière et d'ailier.

## Palmarès
- Champion NBA 1988